# Crema (color)
Crema és el color de la crema pastissera. Es tracta d'una tonalitat de groc molt clara, gairebé tirant a blanc. El color crema és el de la crema pastissera produïda pel bestiar que pastura sobre pasturatges naturals amb plantes riques en pigments carotenoides grocs; alguns d'ells són incorporats a la crema, per donar un to groc lleuger al blanc. Hi ha color crema en flors i fruites.

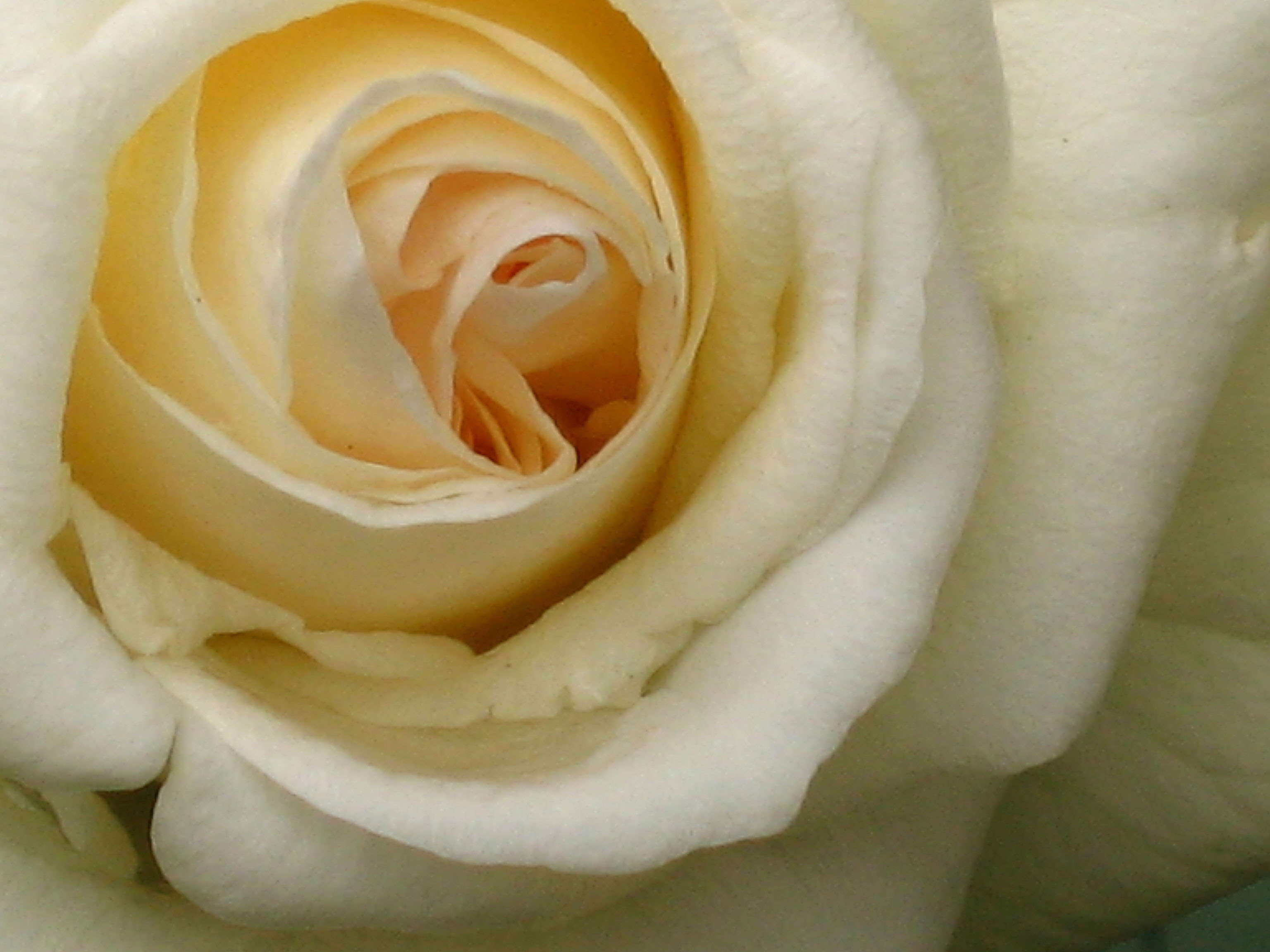
Rosa de color crema
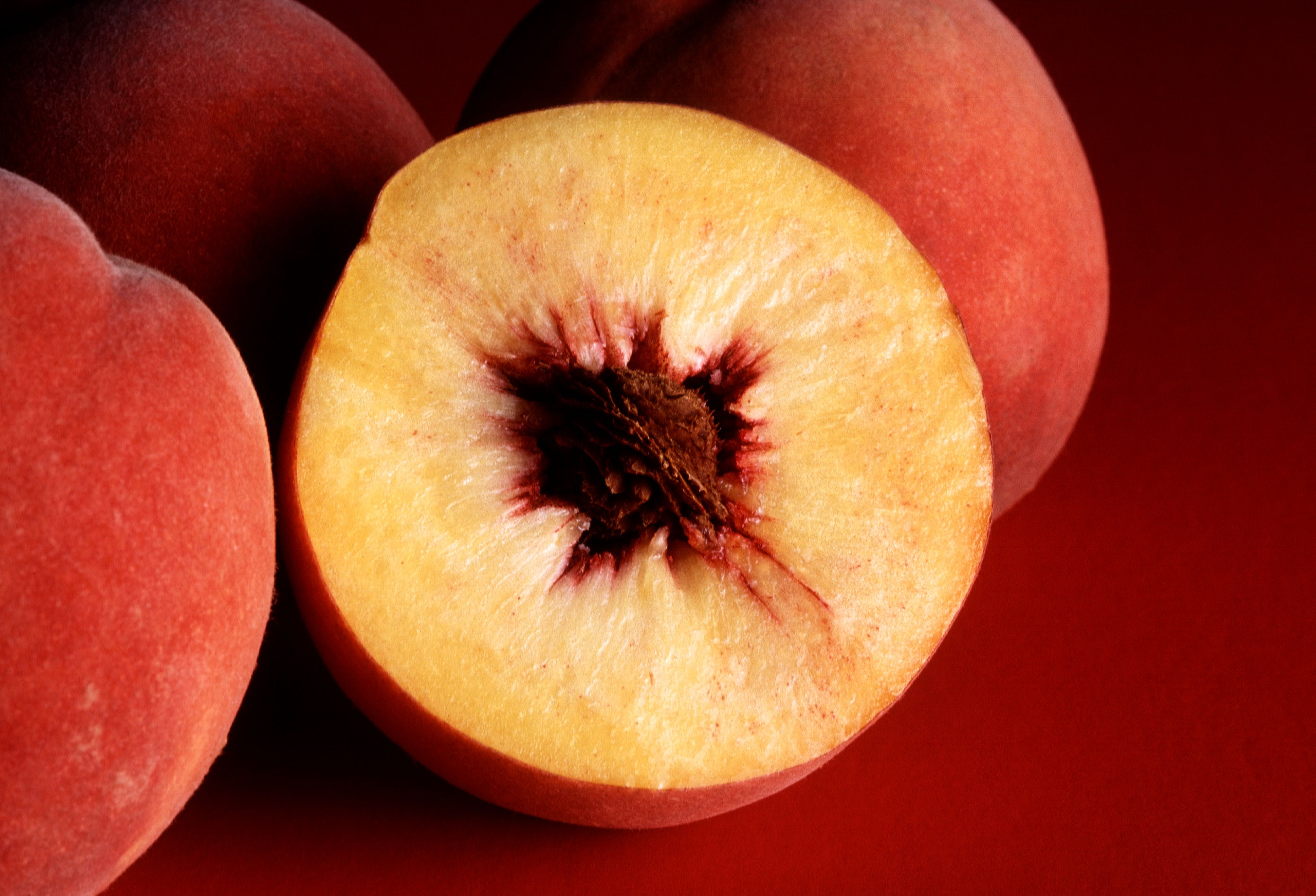
Préssecs amb polpa de color crema
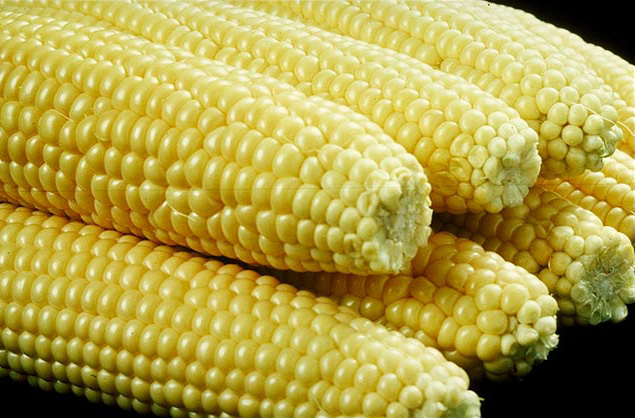
Panotxes de blat de moro dolç
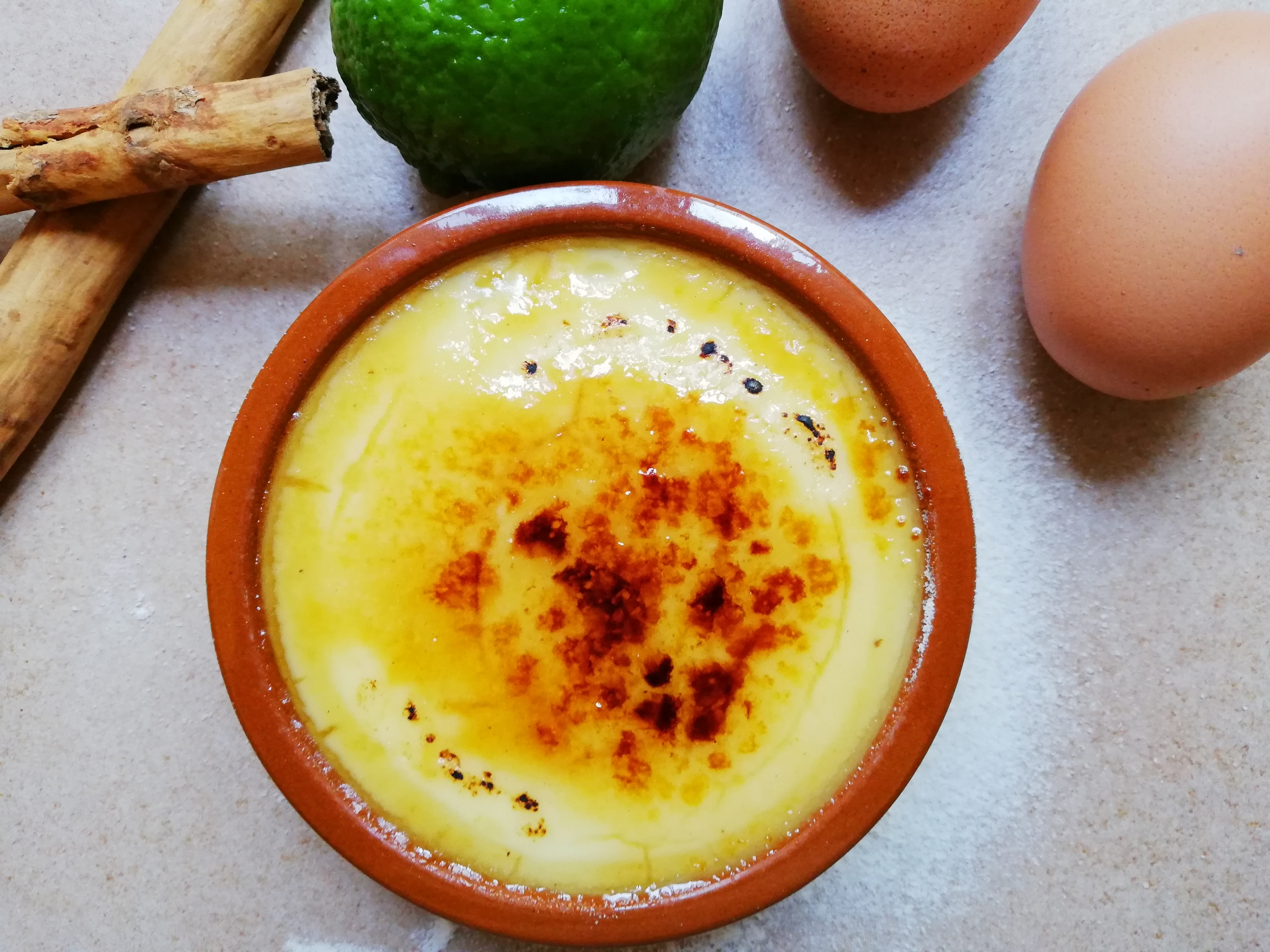
Crema cremada

Una mostra del color crema: